# Kisfülűcickányok
A kisfülűcickányok (Cryptotis) az emlősök (Mammalia) osztályának Eulipotyphla rendjébe, ezen belül a cickányfélék (Soricidae) családjába és a vörösfogú cickányok (Soricinae) alcsaládjába tartozó nem.

## Előfordulásuk
A kisfülűcickányok előfordulási területe főleg Közép-Amerika. Mexikótól északra csak egy faj él, míg eme cickánynem legdélibb határait Peru és Venezuela alkotják. A cickányfélék egyetlen csoportja, amely természetes úton behatolt Dél-Amerikába.

## Rendszerezés
A nembe az alábbi 33 élő faj tartozik:
- C. mexicana csoport
  - Cryptotis alticola (Merriam, 1895)
  - Cryptotis goldmani (Merriam, 1895)
  - Cryptotis goodwini Jackson, 1933
  - Cryptotis griseoventris Jackson, 1933
  - Cryptotis lacertosus Woodman, 2010
  - Cryptotis mam Woodman, 2010
  - Cryptotis mexicana (Coues, 1877)
  - Cryptotis nelsoni Merriam, 1895
  - Cryptotis obscura (Merriam, 1895)
  - Cryptotis peregrina (Merriam, 1895)
  - Cryptotis phillipsii (Schaldach, 1966)
- C. nigrescens csoport
  - Cryptotis brachyonyx Woodman, 2003
  - Cryptotis colombiana Woodman & Timm, 1993
  - Cryptotis hondurensis Woodman & Timm, 1992
  - Cryptotis mayensis (Merriam, 1901)
  - Cryptotis mera Goldman, 1912
  - Cryptotis merriami Choate, 1970
  - Cryptotis nigrescens (J. A. Allen, 1895)
- C. thomasi csoport
  - Cryptotis aroensis Quiroga-Carmona & Molinari, 2012
  - Cryptotis equatoris Thomas, 1912
  - Cryptotis medellinia Thomas, 1921
  - Cryptotis meridensis Thomas, 1898
  - Cryptotis montivaga (Anthony, 1921)
  - Cryptotis peruviensis Vivar, Pacheco & Valqui, 1997
  - Cryptotis squamipes (J. A. Allen, 1912)
  - Cryptotis tamensis Woodman, 2002
  - Thomas-kisfülűcickány (Cryptotis thomasi) (Merriam, 1897)
- C. parva csoport
  - Cryptotis orophila (J.A. Allen, 1895)
  - apró kisfülűcickány (Cryptotis parva) (Say, 1823) - típusfaj
  - Cryptotis tropicalis (Merriam, 1895)
- Incertae sedis
  - Cryptotis endersi Setzer, 1950
  - Cryptotis gracilis Miller, 1911
  - Cryptotis magna (Merriam, 1895)